# A Princesa Xuxa e os Trapalhões
A Princesa Xuxa e os Trapalhões é um filme brasileiro de 1989, dirigido por José Alvarenga Jr. e estrelado pela trupe humorística Os Trapalhões e apresentadora Xuxa Meneghel. 

## Sinopse
No planeta Antar, o diabólico Ratan (Paulo Reis) toma o poder depois da morte do imperador. Domina a todos, forçando as crianças ao trabalho escravo. Mantida dentro do palácio, a Princesa Xaron (Xuxa Meneghel) pensa que todos são felizes. Do lado de fora, os príncipes Mussaim (Mussum), Zacaling (Zacarias) e Dedeon (Dedé Santana) se unem ao Cavaleiro Sem Nome (Renato Aragão) para combater Ratan  e libertar as crianças.

## Elenco
- Renato Aragão .... Diron, o Cavaleiro Sem Nome
- Mussum .... Mussaim
- Dedé Santana .... Dedeon
- Zacarias .... Zacaling
- Xuxa Meneghel .... Princesa Xaron
- Paulo Reis .... Ratan
- Juninho Bill .... Bill, criança escrava
- Ruben Cabrera (creditado como Rubinho) .... Rubinho, criança escrava
- Amanda Acosta .... Amanda, criança escrava
- Luiz Carlos Lacerda .... Rei Jorney
- Andressa Koetz .... Princesa Xaron (criança)
- Breno Moroni ... soldado de Ratan

## Recepção

### Crítica
Em artigo publicado pela Folha de S.Paulo no dia do lançamento do filme, a reportagem local escreveu que "[a] história é simples e repete pela milésima vez a luta entre o bem e o mal", e ainda observou que "[os] cenários e os figurinos são uma imitação explícita dos filmes da série Mad Max: os veículos que parecem emergir do ferro-velho, paisagens desérticas e roupas esfarrapadas." Dois anos após seu lançamento nos cinemas, o filme foi incluído no guia Vídeo Infantil da coleção Guias Práticos Nova Cultural e a crítica deu-lhe duas estrelas, que em sua cotação significava 'regular', e entre outras coisas a resenha disse: "Filme pouco inspirado dos Trapalhões, a despeito do clima de aventura intergalática. A repetida fórmula que reúne ídolos infantis da TV e do disco, aqui representados por Xuxa e pelo grupo Trem da Alegria, deve continuar atraindo, entretanto, as crianças menores." Matheus Bonez em sua crítica para o Papo de Cinema, postada décadas mais tarde após o lançamento do filme, escreveu: "A produção pode não ser um primor, beirar à ingenuidade e amontoar um clichê em cima do outro, mas não tem porque ser negativo em relação a isso. Mesmo as 'atuações' do elenco, em geral, não comprometem a diversão mais do que garantida. (...) Uma legítima Sessão da Tarde sem compromisso."

### Lançamento
A pré-estreia aconteceu no dia 19/06/1989 (uma segunda-feira), nos cinemas Art-Casashopping 2 e 3, na Barra da Tijuca. Em parceria com a LBA - Legião Brasileira de Assistência - firmou-se uma parceria de que no dia da estreia, 22/06/1989, no Brasil todo, um ingresso infantil poderia ser trocado por um agasalho. A arrecadação seria distribuída entre 291 instituições carentes assistidas pela entidade.
No dia da estreia do filme, 22/06/1989, o Xou da Xuxa destacou o longa-metragem durante todo o programa e contou com a participação dos Trapalhões durante um dos blocos. Já no dia 02/07/1989, no programa Os Trapalhões, Xuxa e o grupo infantil Trem da Alegria estiveram presente vestidos com o figurino do filme e contaram curiosidades sobre a produção. 

### Bilheteria
O filme teve um orçamento de US$600 mil dólares e conseguiu um total de 4.310.085 espectadores nos cinemas. Em termos de bilheteria, os filmes dos Trapalhões eram os únicos que concorriam em pé de igualdade com as superproduções norte-americanas. Foi comercializado para Portugal em 1990, pela empresa Vista Vídeo.

## Home Vídeo
O longa foi lançado em VHS pela Globo Vídeo já no mês de agosto de 1989 e ficou na quarta posição como o VHS mais vendido do ano de 1989, com 11 mil cópias. A propaganda da fita era veiculada nos intervalos da Rede Globo. Foi relançado em VHS em 1998, na coleção “Férias com Os Trapalhões”, do jornal O Globo. Comprando o jornal de 19/12/1998, e pagando mais R$ 4,90, levava-se o pôster, a fita do filme e um ingresso para assistir ao lançamento de Renato Aragão na época, "Simão, o Fantasma Trapalhão". Em DVD, o filme teve dois lançamentos: um no final de 2001, pela Som Livre, e outro em setembro de 2008, pela Europa Filmes.

## Profecia
Em uma cena do filme, um menino viaja para o futuro e encontra um adesivo do Botafogo, onde está escrito: "Botafogo - Campeão 2010". Ou seja, 21 anos antes, o filme previu que o Botafogo iria ser campeão em 2010, previsão que se confirmou pois nesse ano o clube alvinegro foi campeão do Campeonato Carioca derrotando o Flamengo na final.